# 胡內多阿拉縣
胡内多阿拉縣是羅馬尼亞西部的一個縣。面積7,063平方公里，2011年時人口為396,253人，人口密度為每平方公里56.1人。首府德瓦。
下設7市、7镇、55鄉。